# Mathias Gabler
Mathias Gabler, född den 24 februari 1736 i Spalt, död den 20 mars 1805 i Wemding i Bayern, var en tysk vetenskapsman.
Gabler, som var teologie och filosofie doktor, ingick 1769 i jesuitorden. Han blev 1788 kyrkoherde i Wemding. Gabler var en grundligt bildad musiker, utmärkt orgel- och klaverspelare samt musikskriftställare. Han utgav bland annat Abhandlungen von dem Instrumentaltone (Ingolstadt, 1776). 